# Le Soleil (Québec)
Le Soleil („die Sonne“) ist eine französischsprachige Tageszeitung, die in der kanadischen Stadt Québec herausgegeben wird. Sie erscheint täglich im Tabloid-Format (bis 2006 im Broadsheet-Format). Die Zeitung ist im Besitz von Gesca Limitée, einer Tochtergesellschaft der Power Corporation of Canada.
Montags bis freitags besteht Le Soleil aus vier Teilen (Nachrichten, Kunst und Leben, Wirtschaft, Sport), die Samstags- und Sonntagsausgaben enthalten zusätzliche Bünde. Im Jahr 2013 betrug die Auflage von Montag bis Freitag 75.730 Exemplare, an Samstagen 97.470 Exemplare und an Sonntagen 80.507 Exemplare; dies entspricht einem Durchschnitt von 79.518. Hinzu kommt eine Online-Ausgabe.

## Geschichte
Vorgängerin war die 1880 gegründete Zeitung L’Électeur („der Wähler“), das offizielle Organ der Liberalen Partei Kanadas und der Parti libéral du Québec. Zu den Mitbegründern gehörten Wilfrid Laurier und Honoré Mercier, die späteren Premierminister Kanadas und der Provinz Québec. Wegen der wiederholten Publikation kirchenkritischer Artikel verbot das Erzbistum Québec den katholischen Gläubigen am 27. Dezember 1896, die Zeitung zu lesen. Um das Verbot zu umgehen, wurde L’Électeur umgehend eingestellt; am darauf folgenden Tag erschien die Erstausgabe von Le Soleil.
Über ein halbes Jahrhundert verbreitete die Zeitung explizit liberales Gedankengut. 1957 gelangte Le Soleil in den Besitz des Unternehmers Oscar Gilbert und die Zeitung war nicht länger offizielles Parteiorgan. Unter der Leitung seiner Söhne Gabriel und Guy wurde die Zeitung einer grundlegenden Modernisierung unterzogen. So war Le Soleil war die erste Zeitung Québecs, die den Fotosatz anstelle des traditionellen Bleisatzes einführte. In den 1960er Jahren überstieg die Auflage 100.000 Exemplare, in den 1970er Jahren wurde mit über 150.000 Exemplaren der Höhepunkt erreicht. Paul Desmarais, der Besitzer der Power Corporation, wollte 1973 die profitable Zeitung erwerben. Weil er dadurch 70 % des französischsprachigen Zeitungsmarktes kontrolliert hätte, löste dies politischen Widerstand aus. Premierminister Robert Bourassa drohte mit dem Erlass eines Sondergesetzes. Stattdessen verkaufte die Familie Gilbert die Zeitung an den Unimédia-Konzern. Redaktion und Angestellte streikten vom 30. August 1977 bis zum 8. Juli 1978. Dies hatte einen starken Rückgang der Auflage zur Folge, wovon das Konkurrenzblatt Le Journal de Québec profitierte.
1987 wurde die Zeitung an die Hollinger-Holding von Conrad Black verkauft. 1994 investierte der neue Besitzer 32 Millionen Dollar in eine Zeitungsdruckerei. Der Verkauf des Redaktionsgebäudes und der Umzug in weniger teure Räume trugen dazu bei, die Lancierung der National Post zu finanzieren. Im Jahr 2000 konnte Paul Desmarais seinen lange gehegten Wunsch verwirklichen: Gesca, eine Tochtergesellschaft der Power Corporation, kaufte der Hollinger-Holding die Zeitung ab. 2006 wurde das Zeitungsformat von Broadsheet auf Tabloid umgestellt.